# Тјуменска област
Тјуменска или Тјумењска област (рус. Тюменская область) је конститутивни субјект Руске Федерације са статусом области на простору Уралског федералног округа у азијском делу Русије. На територији области се налазе аутономни окрузи Руске Федерације Хантија-Мансија и Јамалија.
Административни центар области је град Тјумењ.

## Етимологија
Област, као и њен главни град, носе име по древној земљи Тјуменских Татара, познатој као Тјуменски канат. Центар овог каната био је град Чимги-Тура на реци Тјуменка. Канат је убрзо потпао под власт Сибирских Татара, а онда и руских Козака, који су 1586. године, на месту бившег татарског града подигли своју тврђаву око које се развио први руски град у Сибиру.
Руске хронике из 16. века, Тјуменски канат називају „Велика Тјуменија”. На језику Тјуменских Татара, реч тумен (тјуман) значи „низводно”, „равничарски”. Иста реч значи и војну јединицу од 10.000 људи из племена.
Име бившег каната преузето је и за назив новог руског војводства, а касније губерније и садашње области. Из овог имена је проистекао и назив града.
На руском језику име града је Тюмень, а области Тюменская область. У српској литератури град се најчешће назива „Тјумен”, а област „Тјуменска”, међутим, након усвајања новог Правописа српског језика лингвисти су име града прилагодили руском изговору у „Тјумењ”. Због честе праксе да се руске области називају по имену административног центра, ова област се у српској литератури погрешно назива и ”Тјумењска”.

## Становништво
| 1989.     | 2002.     | 2010.     |
| --------- | --------- | --------- |
| 3,080,621 | 3,264,841 | 3,395,755 |